# Chlorita paolii
Chlorita paolii är en insektsart som först beskrevs av Ossiannilsson 1939.  Chlorita paolii ingår i släktet Chlorita och familjen dvärgstritar. Arten har ej påträffats i Sverige. Inga underarter finns listade i Catalogue of Life.